# Xã Greely, Quận Ward, Bắc Dakota
Xã Greely (tiếng Anh: Greely Township) là một xã thuộc quận Ward, tiểu bang Bắc Dakota, Hoa Kỳ. Năm 2010, dân số của xã này là 16 người.